# Šavarš Karapetjan
Šavarš Karapetjan (armen. Շավարշ Կարապետյան, rus Шаварш Владимирович Карапетян; Vanadzor, 19. svibnja 1953.) bivši je armenski natjecatelj u plivanju. 
1964. godine sa svojom obitelji preselio se Erevan. Godine 1991. preselio se u Moskvu.
Postavio je 11 svjetskih rekorda i 17 puta postao svjetski i europski prvak. 

## Spašavanje ljudi
Poznat i po tome da je 16. rujna 1976. spasio dvadeset ljudskih života. 
Na vrhuncu svoje plivačke karijere, u rujnu 1976., trenirao je pored jezera kraj Erevana kada je čuo lom i ugledao trolejbus pun putnika koji je pao u jezero i potonuo na dubinu od oko 10 metara.
Bez odlaganja Šavarš je zaronio u mutnu i hladnu vodu, doplivao do trolejbusa i nogama razbio prozor. Zatim je počeo izvlačiti stradale putnike. Izvukao je 30 od 92 putnika od kojih je dvadeset preživjelo.
Zbog ozljeda od krhotina stakla i zaražen prljavom vodom Šavarš se onesvijestio tijekom izvlačenja tridesete osobe. Od posljedica tog poduhvata zadobio je upalu oba plućna krila i sepsu. 46 dana bio je u nesvijesti. Kad se napokon probudio, saznao je da je njegovoj športskoj karijeri došao kraj.
Za Šavaršovo junaštvo javnost nije odmah saznala zbog birokracije i nemara šefa policije županije, koji je fotografije držao dvije godine u ladici. 
Javnost je obaviještena tek 1982. godine o junaštvu mladog prvaka. Tada je Šavarš postao legenda u cijelom SSSR-u.

## Odlikovanja
Nositelj je Sovjetske nagrade Red simbola časti. Odlikovan medaljom UNESCO-a za fair-play i junaštvo, te jedan asteroid nosi ime Šavarš.
Karapetjan ima dvije kćeri i sina. Od 1993. godine Šavarš Karapetjan sa svojom obitelju živi i radi u Moskvi. Vlasnik je male trgovine cipela "Drugi dah" i kafića u južnim dijelu Moskve.
Redovito posjećuje Armeniju i Gorski Karabah.

## Vanjske poveznice
- Spasio živote 20 ljudi žrtvovavši svoju sportsku karijeru – 1976.
- Svjetski rekorder o junačkom činu koji ga je udaljio od karijere
- 20 lives  Arhivirana inačica izvorne stranice od 17. studenoga 2015. (Wayback Machine)